# Grzegorzew
Grzegorzew è un comune rurale polacco del distretto di Koło, nel voivodato della Grande Polonia.
Ricopre una superficie di 73,43 km² e nel 2006 contava 5 615 abitanti.